# Свобода (Николаевская область)
Свобода (укр. Свобода) — село в Баштанском районе Николаевской области Украины.
Основано в 1815 году. Население по переписи 2001 года составляло 38 человек. Почтовый индекс — 56140. Телефонный код — 5158. Занимает площадь 0,18 км².

## Местный совет
56140, Николаевская обл., Баштанский р-н, с. Кашперо-Николаевка, ул. Центральная, 3.